# André José Adler
Endre József Adler, mais conhecido como André José Adler (Budapeste, 21 de junho de 1944 - São Paulo, 9 de dezembro de 2012), foi um ator, roteirista, assistente de direção e narrador esportivo húngaro-brasileiro. Sua trajetória profissional pode ser dividida em dois momentos. Em uma primeira fase, com uma carreira multifacetada no teatro, cinema e televisão do Brasil entre as décadas de 1950 e 1970. E uma segunda fase dedicada aos esportes, sobretudo o futebol americano, como narrador esportivo da versão brasileira da ESPN Internacional entre 1992 a 2006 e, mais tarde, como organizador do Torneio Touchdown. Adler foi fundamental para a difusão e promoção do futebol americano no Brasil, seja como locutor da NFL ao criar uma linguagem acessível para um esporte praticamente desconhecido na cultura esportiva brasileira, seja organizando eventos e campeonatos que impulsionaram a prática da modalidade no país. Por um breve período, ele também cobriu futebol americano para o canal de televisão na Hungria.

## Biografia

### Infância e mudança para o Brasil
Filho do casal Endre Geza Adler (nascido em Budapeste em 1913) e Anna Funk Adler (nascida em Zagreb em 1916), André José Adler nasceu em 21 de junho de 1944, com o nome Endre József Adler. Em 1947, mudou-se com a família para o Rio de Janeiro, fugindo do cenário pós-Segunda Guerra Mundial na Europa, e seu nome foi adaptado ao português.

### Carreira artística
Adler iniciou sua carreira artística na TV Tupi carioca aos 12 anos, onde interpretou o personagem Pedrinho na primeira versão televisiva de Sítio do Picapau Amarelo, dirigida por Mauricio Sherman. A produção estreou em setembro de 1957 e marcou o início de sua trajetória na televisão brasileira. No mesmo ano, estreou no teatro com a peça Jogo de Crianças, de João Bethencourt, apresentada para o então presidente Juscelino Kubitschek.
Fez sua estreia no cinema brasileiro em 1958 com o filme Pega Ladrão, dirigido por Alberto Pieralisi, que ganhou três prêmios no então Festival de Cinema do Distrito Federal. Durante a década de 1960, atuou em teleteatros como Chá e Simpatia e Romance do Vilela, pela TV Tupi, e também em O Terno de Sarja Azul, pela TV Continental. Em 1963, interpretou o papel de Chiquinho na peça teatral Eles Não Usam Black-Tie, de Gianfrancesco Guarnieri, em uma remontagem dirigida por Paulo José e Milton Gonçalves.
A partir do final da década de 1960, Adler envolveu-se com mais intensidade no cinema brasileiro, colaborando em distintas funções. Trabalhou como assistente de direção em Roberto Carlos e o Diamante Cor-de-Rosa, foi assistente de produção e fez uma pequena participação em A Penúltima Donzela, além de co-escrever o roteiro de Os Paqueras.
Fez sua estreia como diretor com o curta-metragem A Nova Estrela em 1971 e, anos depois, dirigiu seu único  longa-metragem, a comédia Nem as Enfermeiras Escapam. A obra obteve um público de 210.157 espectadores e foi a oitava maior renda dentre os filmes nacionais no primeiro semestre de 1977. Anos depois, Adler confidenciou que se arrependeu de ter dirigido o filme.
Também durante a década de 1970, colaborou com o argumento e a assistência de direção em A Viúva Virgem, roteirizou o episódio Bahia de As Moças Daquela Hora e cuidou da parte musical do filme Ainda Agarro Esta Vizinha. Foi assistente de direção em Em Família, O Sexo das Bonecas e A Estrela Sobe. Colaborou como co-roteirista em Pais Quadrados... Filhos Avançados, O Bolão, Os Mansos (no episódio A B... de Ouro), O Estranho Vício do Dr. Cornélio e As Loucuras de um Sedutor. Ainda como ator, fez discretas aparições em Estranho Triângulo e nos já citados O Bolão e A Estrela Sobe.
Na televisão, participou da telenovela Tempo de Viver, exibida pela TV Tupi carioca, e dirigiu o musical infantil O Jardim das Borboletas. Em O Bem-Amado, da Rede Globo, interpretou um diplomata no episódio I love Sucupira, seu último papel no meio artístico. Ainda naquele ano, traduziu e dirigiu uma versão da peça de teatro Cloud Nine - Numa Nice.

### Mudança para os Estados Unidos
Em 1977, começou a trabalhar para campanhas publicitárias da agência Esquire Propaganda, mas no ano seguinte deixou a empresa. No final da década de 1970, deixou o Brasil para morar por um tempo na Europa sem endereço fixo, até resolver se mudar em definitivo para Nova Iorque. Lá trabalhou na Câmara do Comércio e da Indústria da cidade entre 1984 e 1987, ano em que saiu do emprego para fundar a Acting Techniques for Business Performance, uma empresa voltada para treinamentos corporativos, na qual também atuou como professor até 1990.

### Carreira esportiva
Em 1992, Adler fez um teste para atuar como locutor da ESPN Internacional, que iniciaria em breve a transmissão de conteúdo em português para o Brasil. Embora sem muito conhecimento sobre esportes, ele acabou aprovado nos testes e recrutado para trabalhar no canal de televisão por assinatura estadunidense de Bristol, Connecticut.
Como a ESPN era detentora de diversos direitos de transmissão esportiva, era preciso que a equipe de narradores e comentaristas do canal encontrasse formas de comentar todas as modalidades exibidas para o público brasileiro, notadamente dos esportes praticados nos Estados Unidos, já que compunham a maioria do conteúdo transmitido pela TV por assinatura desde Bristol. Dessa forma, os trabalhos iniciais de Adler como narrador esportivo incluíram um torneio de hipismo, o Monster Truck Challenge (competição envolvendo caminhonetes adaptadas) e a cobertura ao vivo de um campeonato de golfe da PGA. Nos meses seguintes, também narrou eventos de automobilismo, boxe e programas gerais da grade do canal. Para cada esporte trabalhada, Adler adquiriu vários livros explicando as regras e dinâmicas de cada um.
No final de 1992, a direção do canal decidiu escalá-lo para ser comentarista da transmissão in loco do Super Bowl XXVII, em Pasadena, entre Dallas Cowboys e Buffalo Bills, ao lado de Ivan Zimmermann, designado para ser o narrador. A dupla formou a primeira equipe brasileira a transmitir um Super Bowl direto de um estádio.
Na temporada seguinte, Adler ganhou mais espaço na modalidade ao se tornar o narrador do Monday Night Football, tradicional partida de horário nobre às segundas-feiras da NFL, e a partir de então foi se estabelecendo como a voz oficial do futebol americano para o público brasileiro da ESPN Internacional, narrando jogos da NFL e da NCAA (liga de futebol americano universitário). Ao se especializar no esporte, Adler foi desenvolvendo um estilo de narrar e uma linguagem acessível para explicar as regras e dinâmicas da modalidade, que se tornaram referência tanto para o público quanto para futuros profissionais do Brasil que trabalhariam com futebol americano.
Embora Adler também tenha se especializado em outros esportes da programação do canal, como o hóquei no gelo da NHL, seu envolvimento com o futebol americano cresceu ainda mais, com as narrações dos principais jogos da temporada regular da NFL (Sunday Night Football e Monday Night Football), partidas dos playoffs e Super Bowls adquiridos pela ESPN. Por conta de sua posição de destaque como narrador da ESPN ao público brasileiro, o próprio Adler aproximou-se de diretores e executivos da NFL, mostrando que existia visibilidade e potencial do esporte no Brasil. Como resultado desses contatos, a liga criou um departamento direcionado ao Brasil no escritório da NFL. Adler também passou a incentivar os torneios amadores locais, como o Carioca Bowl, disputado nas praias do Rio de Janeiro. Ele ainda criou, em 1998, uma lista de discussão chamada “Redzone” no Yahoo! Grupos, dedicada ao futebol americano.

### Saída da ESPN, Torneio Touchdown e anos finais
Em fevereiro de 2006, Adler e Marco Alfaro fizeram a cobertura do Pro Bowl da NFL, a última realizada diretamente dos estúdios da ESPN Internacional em Bristol. Dali em diante, todas as operações e coberturas dos canais ESPN para o público brasileiro foram centralizadas em seus estúdios em São Paulo, até mesmo as de esportes estadunidenses, que foram a especialidade da programação da ESPN Internacional por mais de uma década. Com isso, Adler deixou os Estados Unidos, mas não retornou ao Brasil para trabalhar com a ESPN local. Então, ele decidiu ir para a Hungria, seu país natal, onde narrou partidas da NFL pela TV Sportklub.
Em 2008, voltou ao Brasil e foi homenageado com partidas amadoras de futebol americano em sua homenagem, como o Adler Bowl, realizado no Ginásio do Ibirapuera. No ano seguinte, passou a se envolver diretamente com a modalidade no país ao apadrinhar o Torneio Touchdown, o primeiro campeonato nacional de futebol americano no Brasil, organizando e narrando as partidas. O torneio durou até 2015 e foi fundamental para o desenvolvimento do esporte no país.
Em 9 de dezembro de 2012, André José Adler foi encontrado morto em um quarto de hotel em São Paulo, um dia após ter participado de uma reunião sobre a final do Torneio Touchdown daquela temporada. A causa da morte nunca foi revelada.

## Filmografia

### Como ator
- 1958 - Pega Ladrão
- 1969 - A Penúltima Donzela
- 1969 - Os Paqueras
- 1970 - Estranho Triângulo
- 1971 - O Bolão
- 1972 - A Viúva Virgem
- 1974 - A Estrela Sobe

### Como diretor
- 1971 - A Nova Estrela (curta-metragem)
- 1977 - Nem As Enfermeiras Escapam

### Como roteirista
- 1969 - Os Paqueras
- 1970 - Pais Quadrados... Filhos Avançados
- 1971 - O Bolão
- 1972 - Os Mansos (no episódio A B... de Ouro)
- 1974 - A Viúva Virgem
- 1974 - As Moças Daquela Hora (no episódio Bahia)
- 1975 - O Estranho Vício do Dr. Cornélio
- 1975 - As Loucuras de um Sedutor

### Como assistente de direção
- 1968 - Roberto Carlos e o Diamante Cor-de-rosa
- 1970 - Família
- 1974 - A Viúva Virgem
- 1974 - O Sexo das Bonecas
- 1974 - A Estrela Sobe

### Como compositor de trilha sonora
- 1974 - Ainda Agarro Esta Vizinha